# Schloss Grünbühel (Niederösterreich)

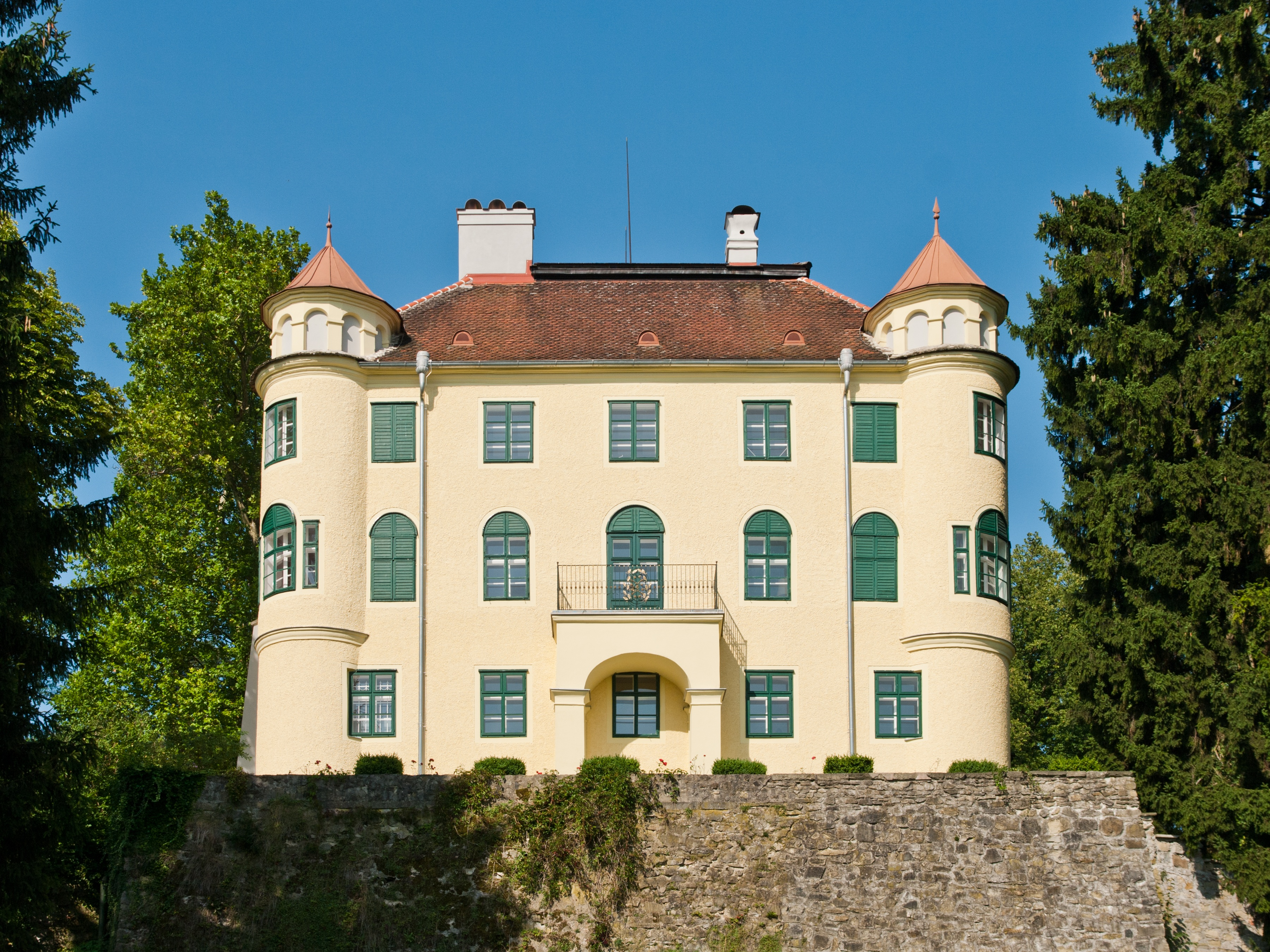
Schloss Grünbühel in Kilb

Das Schloss Grünbühel, auch Grünbichl, liegt westlich von Kilb im Mostviertel. Das Gebäude steht unter Denkmalschutz (Listeneintrag).

## Schlossgebäude
Das Schloss ist ein rechteckiger, dreigeschoßiger Bau mit runden Ecktürmen. Es wurde mehrmals umgebaut. Die Kapelle wurde 1829 abgetragen. Es wird heute noch bewohnt.

## Geschichte
Die Burg wurde 1460 erwähnt, als Jörg von Pottendorf die Herrschaft Kilb an Bernhard von Tiernstein verkaufte. Von diesem erbten die Brüder Starhemberg und deren Enkel Georg von Velderndorf die Burg. 1521 verkaufte Hans Velderndorf die Veste Grünbühel an das Stift Göttweig, 1534 kaufte er sie wieder zurück. 1549 kaufte Jakob Gienger die Burg. Sein Sohn Nikolaus baute die Burg in ein Renaissanceschloss um. Danach wechselten oftmals die Besitzer; in der Mitte des 17. Jahrhunderts waren es die Freiherrn Ruess von Ruessenstein. Ab 1720 besaßen die Grafen von Wickenburg das Schloss eine längere Zeit. 1830 ließ Karl Theodor Graf von Wickenburg das Schloss zu dem heutigen, klassizistischen Erscheinungsbild umgestalten. Ab 1845 kam es zu rasch wechselndem, bürgerlichem Eigentümerwechsel.
Nördlich des Schlosses gibt es einen Rundturm, den Rest der ehemaligen Befestigungsanlage.